# Жекитиньонья (река)
Жекитиньо́нья (порт. Jequitinhonha) — река на востоке Бразилии, течёт по территории штатов Минас-Жерайс и Баия.
Длина реки составляет 1030 км. Площадь водосборного бассейна — около 73 тысяч км².
Начинается на склонах центральной части горного хребта Серра-ду-Эспиньясу. Течёт по Бразильскому плоскогорью, образуя множество порогов и водопадов. В начале нижнего течения на реке находится город Жекитиньонья. Впадает в Атлантический океан у Белмонти. Крупнейший приток — Арасуаи, впадает в среднее течении Жекитиньоньи справа у населённого пункта Итира.
Питание дождевое. Летний паводок приходится на период с декабря по март. Среднегодовой расход воды — около 550 м³/c.
Судоходна в нижнем течении на протяжении 100 км от устья.